# Nectopsyche quatuorguttata
Nectopsyche quatuorguttata is een schietmot uit de
familie Leptoceridae. De soort komt voor in het Neotropisch gebied.